# Olympique (féminines)
Pour les articles homonymes, voir Olympique.
Maillots
L'Olympique est la section féminine de football du club français du même nom, fondée en 1921 et disparue en 1926 en fusionnant avec le Red Star Club, et basée à Paris.
Cette équipe est l'une des pionnières du football en France, étant formée deux ans seulement après la création de la Fédération des sociétés féminines sportives de France. L'équipe est engagée dans le championnat de Paris, où elle atteint deux fois la finale. Comme son homologue masculine l'avait fait en 1918, l'équipe s'adjuge la Coupe de France, alors appelée Coupe « La Française », en 1925.
L'Olympique est ainsi le seul grand club à avoir possédé simultanément une équipe masculine et une équipe féminine dès les débuts de la pratique féminine du football en France, avec qui plus est l'obtention de résultats probants pour ses deux équipes. Il n'est pas certain qu'une équipe féminine ait perduré au sein du Red Star Olympique, issu de la fusion en 1926 de l'Olympique et du Red Star Club.

## Histoire
L'Olympique devient un grand club omnisports en fusionnant en 1918 avec le Sporting Club de Vaugirard. Au début des années 1920, le club est surtout réputé pour son équipe masculine de football, vainqueur de la toute première Coupe de France en 1918, championne de Paris en 1921, et devenue la meilleure équipe parisienne avec le Red Star Club.
Les équipes féminines se développant, surtout à Paris, un championnat de France féminin est organisé à partir de 1919 par la toute nouvelle Fédération des sociétés féminines sportives de France (FSFSF). L'équipe féminine de l'Olympique étant attestée en février 1922, comme le prouvent des photos d'époque, il est probable que l'équipe ait été constitué pour la saison 1921-1922. À partir de la saison 1922-1923, l'Olympique engage une équipe dans le championnat de Paris,. 
Alors que la plupart des participants sont des clubs omnisports exclusivement féminins comme Femina Sport, l'En Avant ou les Sportives, l'Olympique est le seul grand club parisien à engager ainsi une équipe masculine et une équipe féminine en championnat. L'Olympique atteint la finale du championnat de Paris en 1924, mais sa « redoutable équipe » s'incline par 1-0 face à Femina Sports,. Le club atteint de nouveau la finale en 1925 mais perd contre Nova Femina au stade Jean-Bouin, malgré un but de Violette Morris pour l'Olympique.
L'Olympique remporte sa plus belle victoire en 1925 en s'adjugeant la Coupe de France, alors appelée Coupe « La française », en battant en finale Nova Femina par 2-1 après prolongations au stade Brancion, grâce à un doublé de Mlle Gentil.
L'Olympique fusionne avec le Red Star Club en 1926 pour former le Red Star Olympique. Il n'est pas certain qu'une équipe féminine ait perduré au sein de ce club.

## Photographies

Photographies de l'Olympique
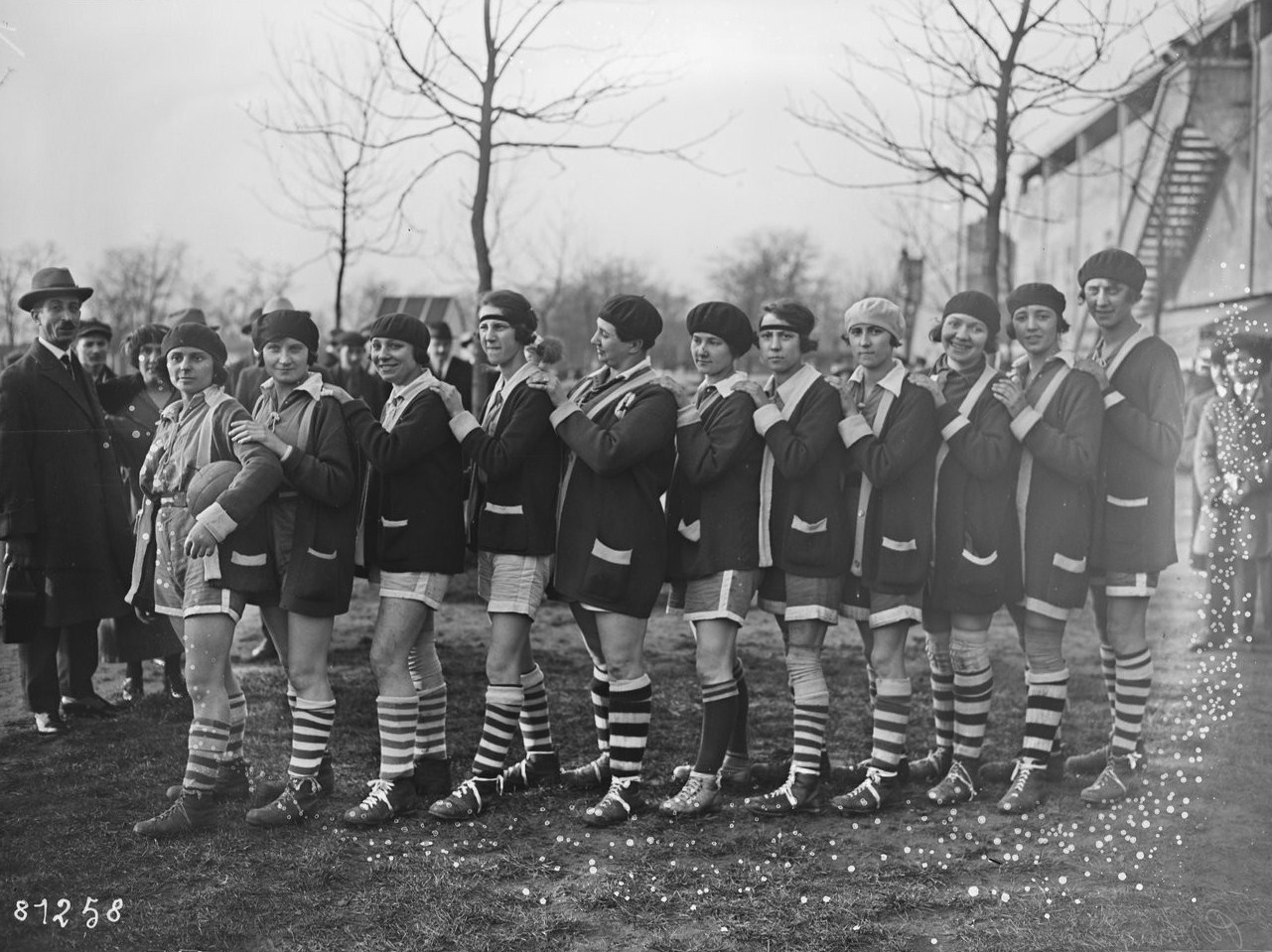
L'Olympique le 11 février 1922 avant un match contre les Sportives.
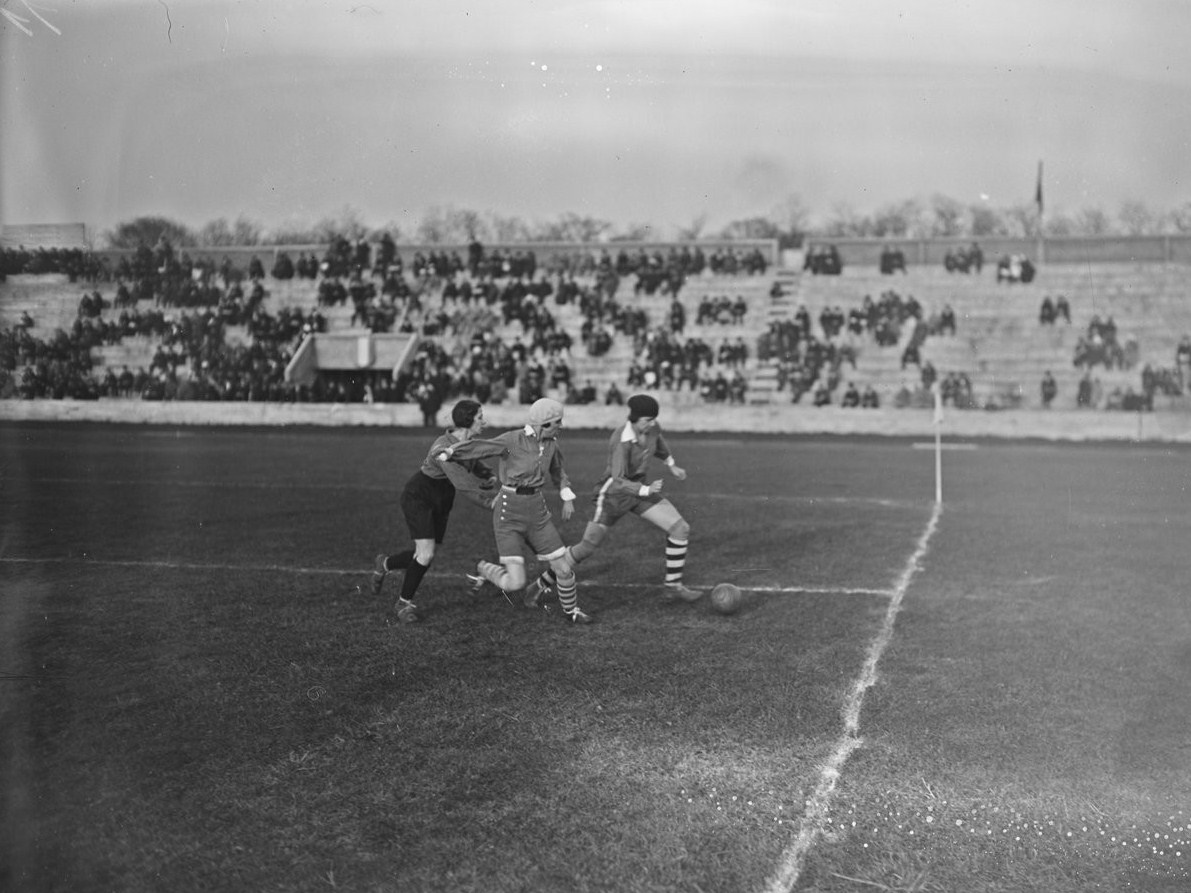
Action de jeu lors d'un match entre l'Olympique et les Sportives le 11 février 1922.
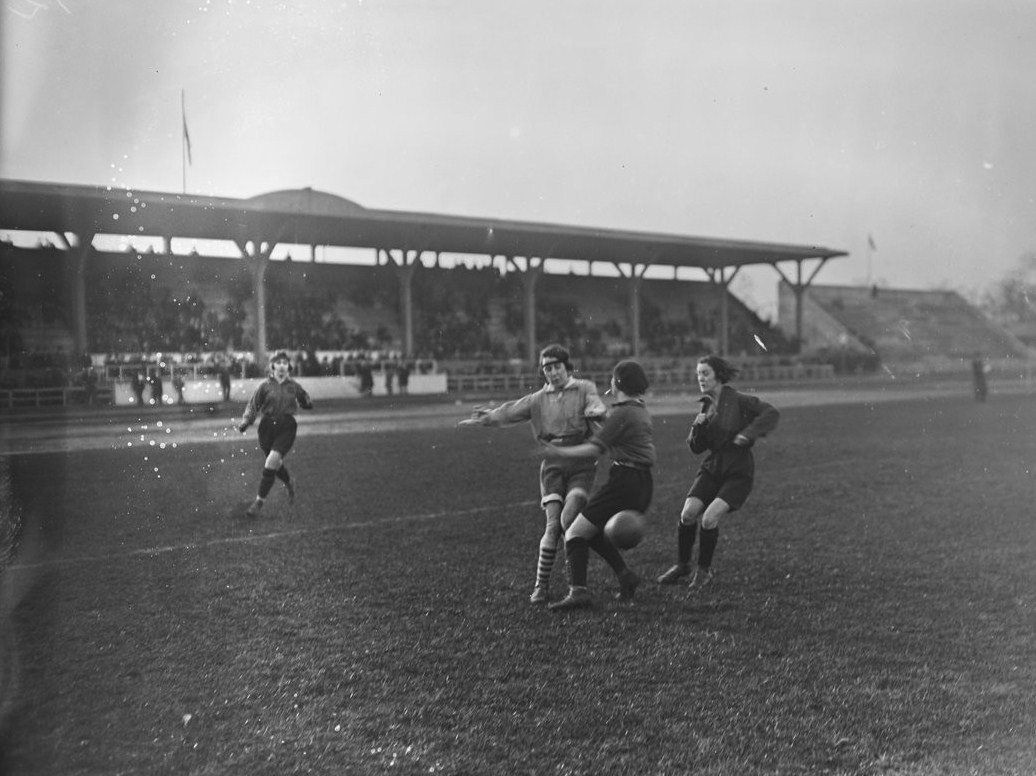
Action de jeu lors d'un match entre l'Olympique et les Sportives le 11 février 1922.

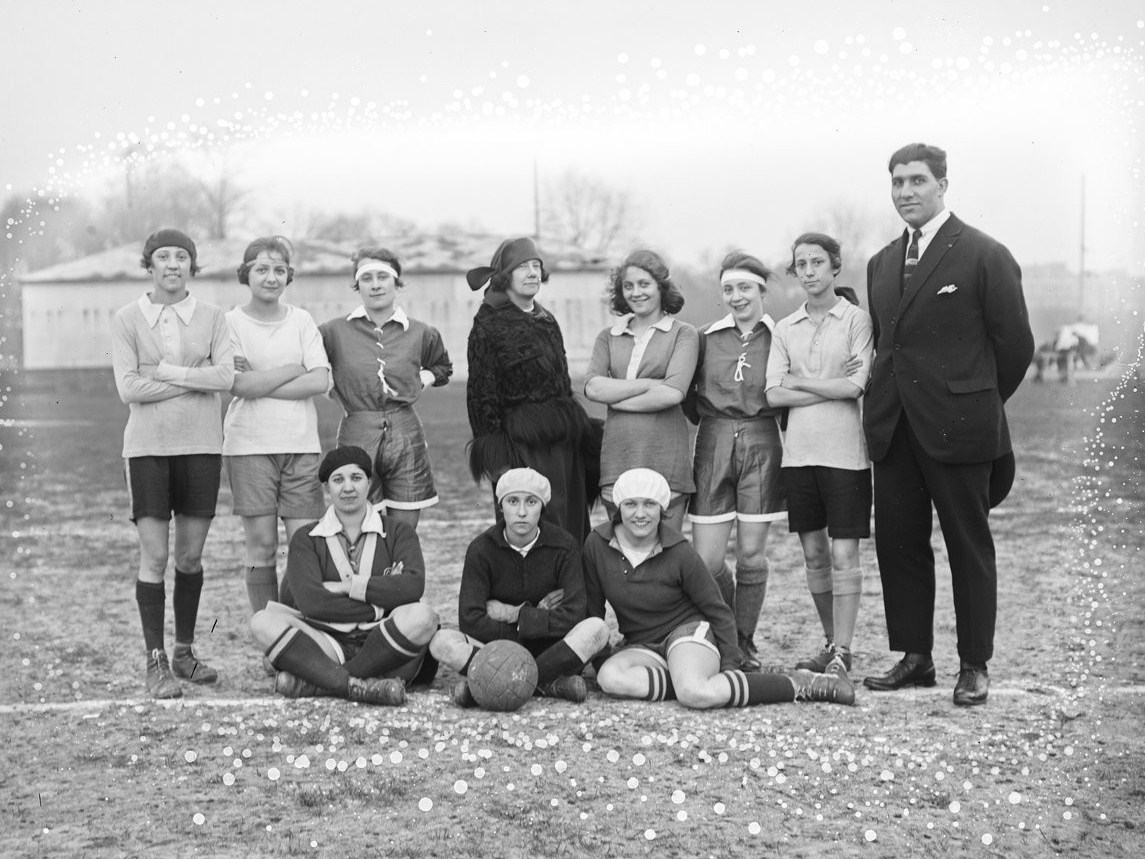
L'Olympique en 1922. (Debout, première à gauche, Thérèse Laloz, Raoul Paoli. Devant, assises, première à gauche, Violette Morris et Geneviève Laloz derriere le ballon.
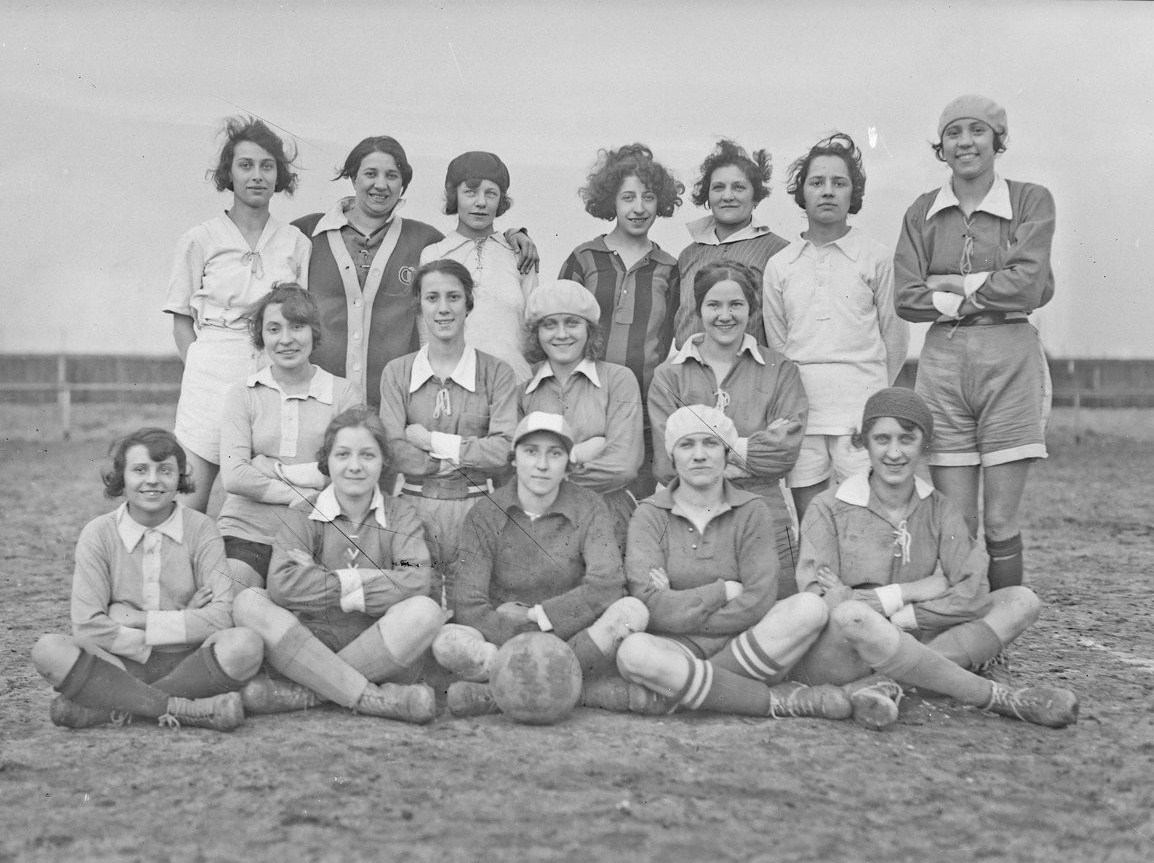
L'Olympique le 11 mars 1922.